# Punta (armi)
La punta è la estremità finale della lama di un'arma bianca.
Vi sono diverse forme, le più diverse sviluppate nell'arte della armi nel corso del tempo. Questo per ottimizzare l'uso dell'arma nella funzione da assolvere.

## Descrizione
Le forme delle punte dipendono dall'uso dell'arma. Ogni punta ha una sua denominazione gergale.

### Spada, Sciabola e Daga
- Forma secondo uso:
1. esclusivamente per il taglio
2. per taglio, e occasionalmente il colpo
3. principalmente per il taglio
4. per il taglio e per il colpo
5. esclusivamente per il colpo
- Forma:
1. punta centrale
2. punta centrale, ma designata come a "lingua di carpa"
3. Grootspitze
4. Grootspitze con Jelman
5. Panduro
6. con retro a filo e ribordato

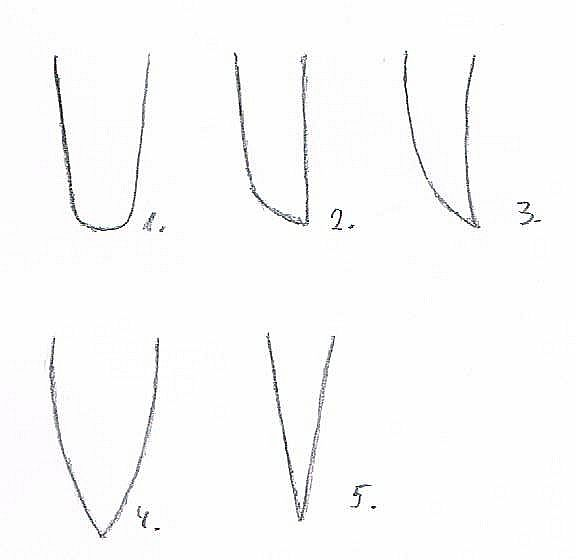
Forma secondo uso: 1. esclusivamente per il taglio 2. per taglio, e occasionalmente il colpo 3. principalmente per il taglio 4. per il taglio e per il colpo 5. esclusivamente per il colpo
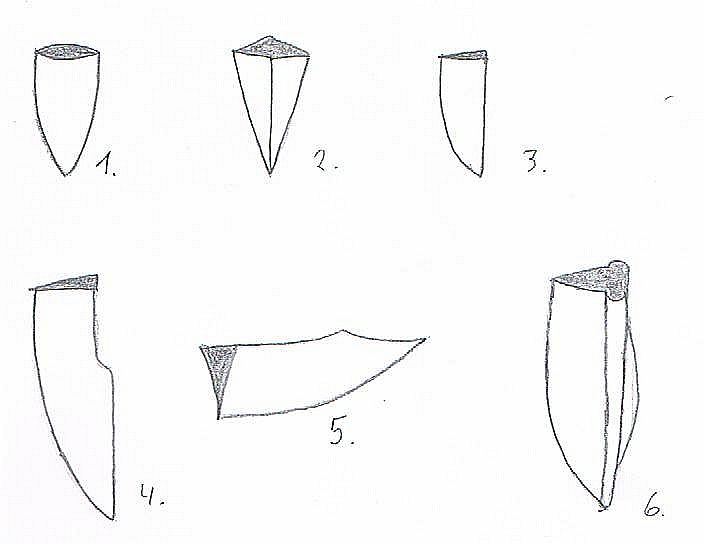
Forma: 1. punta centrale 2. punta centrale, ma designata come a "lingua di carpa" 3. Grootspitze 4. Grootspitze con Jelman 5. Panduro 6. con retro a filo e ribordato

Come troncata si designa una estremità senza punta. Questa estremità di un'arma bianca è spesso usata nelle armi asiatiche. In Europa la punta è più usata in quanto in antichità era necessaria per perforare le corazze. Un esempio di lama senza punta è il Kachin Dha.